# Die Kleine Bijou
Die Kleine Bijou (französischer Originaltitel: La Petite Bijou) ist ein Roman des französischen Schriftstellers Patrick Modiano. Er erschien im Jahr 2001 in der Éditions Gallimard. Die deutsche Übersetzung von Peter Handke veröffentlichte 2003 der Carl Hanser Verlag.

## Inhalt

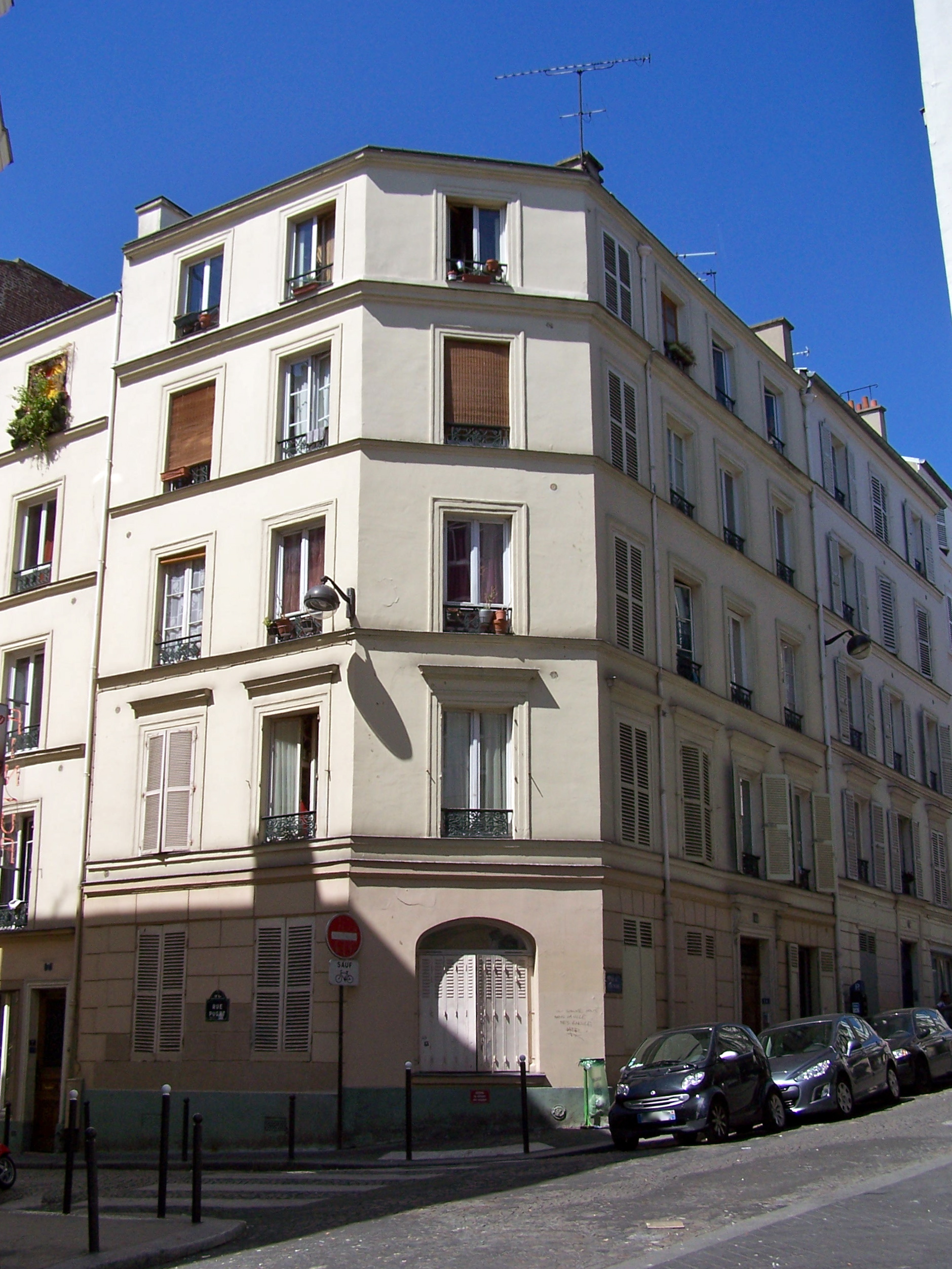
Rue Coustou No. 11, Thérèses Pension

Im Feierabendverkehr der Pariser Métro-Station Châtelet fällt der 19-jährigen Thérèse eine etwa 50-jährige Frau in einem abgetragenen gelben Mantel auf. Die müde und verbitterte Frau erinnert Thérèse an ihre Mutter, die sie vor zwölf Jahren verlassen hat und die angeblich in Marokko gestorben ist. Im Gefühl, alles nur zu träumen, folgt sie der Frau Richtung Vincennes zur Station Bérault und schließlich bis zu einer Wohnsiedlung. Vergeblich sucht sie in den nächsten Tagen erneut nach der Frau im gelben Mantel, bis sie sie nach Wochen wiedertrifft. Sie folgt ihr abermals, findet aber nicht den Mut, sie anzusprechen. Immerhin erfährt sie von der Concierge, dass sie sich Madame Boré nennt und wegen einander abwechselnder Phasen des Lebensüberdrusses und des Überschwangs den Spitznamen „Täusche-den-Tod“ trägt.
Thérèses Mutter, geboren als Suzanne Cardères, nahm im Lauf ihres Lebens diverse Namen an. Sie kam als junges Mädchen nach Paris, um Ballerina zu werden – ein Traum, den sie nach einer Knöchelverletzung aufgeben musste. Später wurde sie „La Boche“ gerufen, nannte sich selbst Comtesse Sonia O’Dauyé, ließ sich von namenlosen Männern aushalten und spielte in einem Spielfilm an der Seite ihrer Tochter, der sie den Künstlernamen „Die Kleine Bijou“ verlieh. Für ihre Tochter, die sie wie ein Schmuckstück vorzeigte, brachte sie kaum Empfindungen auf. Thérèse lernte früh, auf sich selbst aufzupassen. Ihr engster Gefährte war ein kleiner Pudel, bis dieser ihrer Mutter im Park abhandenkam. Die Erinnerung an den verlorenen Hund verfolgt sie noch immer. Der einzige Mann an der Seite ihrer Mutter, zu dem Thérèse eine Beziehung aufbaute, war Jean Bori, angeblich der Bruder ihrer Mutter, der aber, wie sie jetzt glaubt, ihr Vater gewesen sein könnte.
Thérèse, die bei einer Bekannten ihrer Mutter aufgewachsen ist, hat inzwischen ein Zimmer in einem ehemaligen Hotel, in dem ihre Mutter einst logiert hat, in der Rue Coustou im 18. Arrondissement. Nachdem sie die Schule bereits mit vierzehn verlassen hat, verdient sie ihren Lebensunterhalt mit wechselnden Tätigkeiten, so zurzeit als Kindermädchen bei der Familie Valadier in Neuilly. Die siebenjährige Tochter, die nie mit ihrem Namen gerufen wird und einsam in einem großen, nahezu unmöblierten Haus lebt, erinnert Thérèse an sie selbst als Kind. Eine distanzierte Beziehung hat sie zu einem jungen Mann, der sich wie sie durchs Leben treiben lässt, ohne einen Fixpunkt zu finden. Er verschweigt ihr seinen Vornamen, will „Moreau“ oder „Badmaev“ gerufen werden und hört für einen unbekannten Auftraggeber Radioprogramme in verschiedenen Sprachen ab. Seine Lieblingssprache ist das „Persisch der Steppe“. Eines Tages spricht er die Frage laut aus, die Thérèse sich immerfort selbst gestellt hat: warum ihre Mutter sie eigentlich allein zurückgelassen habe.
Im Viertel um die Gare de Lyon wird Thérèse von den Erinnerungen an ihre Kindheit überwältigt. Sie hat das Gefühl, alle Brücken abbrechen und Paris sofort verlassen zu müssen. Eine Apothekerin kümmert sich fürsorglich um sie, bringt sie nach Hause und verbringt, als Thérèse Angst hat, allein zu bleiben, die Nacht bei ihr. Am folgenden Tag sind die Valadiers spurlos verschwunden, und das Haus ist versiegelt. Thérèse kehrt in ihr Zimmer zurück und schluckt eine ganze Packung Schlaftabletten, die die Apothekerin ihr gegeben hat. Sie überlebt den Suizidversuch und erwacht im Krankenhaus im Saal für Frühgeburten, wo man sie aus Platzmangel einquartiert hat. Sie fühlt sich, als ob auch ihr Leben jetzt erst beginne.

## Rezeption
„Was hat man da eigentlich gelesen?“ fragt sich Christoph Bachmann am Ende von Die Kleine Bijou und antwortet selbst darauf, es handle sich um eine „seltsam betörende […] gothic novel aus dem Geist des Existenzialismus“. Der Leser betrete eine „Welt der schwebenden Valeurs und vorsätzlich im Halbschatten belassenen Sachverhalte“. Andreas Schäfer weiß „nicht genau, was eigentlich passiert. Figuren, Zeiten, Orte, alles ist einem unter den Augen zerronnen.“ Modiano als „Meister des Flüchtigen, Zarten, des Bilder-und-Gefühle-in-Bewegung-Setzens“ habe dieses Mal „die Kunst der Verflüchtigung übertrieben“. Wolf Scheller beschreibt „nebelgraue Scharaden mit sparsamster Gestik“ in einer „meisterhaften Erzählung“.
Wolfgang Schneider sieht Modiano bei seiner obsessiven „Beschwörung der verlorenen Zeit“ in der Nachfolge Marcel Prousts. Den Roman, „der zum Schönsten gehört, was Modiano geschrieben hat“, bezeichnet er als „Meisterwerk“ und „kleine[s] Juwel“. Eine zufällige Begegnung löst eine „Erinnerungskrise“ aus, nach der die Ich-Erzählerin wie in einem Alptraum durch die Stadt irrt, von der verdrängten Kindheit verfolgt wird und in Gestalt eines kleinen Mädchens ihrer eigenen Wiedergängerin begegnet. Trotz manchmal überspannter Symbolik sei es Modianos „Kunst, die Dinge in einer suggestiven Unschärfe zu belassen.“
Jochen Jung lobt den ersten Satz, der „Zeitraffer und Zoom zugleich“ sei. Das Leben der Titelfigur, die sich von der Verfolgerin zur Verfolgten entwickelt, sei ein Rätsel, für das es keine Lösung gebe, daher „wurde das Rätsel der Roman selbst“. Hintergründe der Figuren, wie etwa der Hinweis auf die Kollaboration der Mutter, werden nur angedeutet. Auf Ungarisch wird ein Gedicht von Attila József zitiert, in dem ein Kind nach seiner Mutter ruft. Modiano zeige eine große „Behutsamkeit im Umgang mit [seinen] Figuren“. Als Schüler des nouveau roman schreibe er „eine ganz und gar undeutsche Literatur, leicht, schwebend, mit sich selbst beschäftigt und sehr kunstvoll.“
Für Roman Luckscheiter setzt Modiano „den Leser unmittelbar den sprunghaften Reminiszenzen, der Orientierungs- und Hilflosigkeit der Hauptfigur aus.“ Das Koordinatensystem der Métro-Stationen bilde den einzigen Halt „in einem verschwimmenden Kontinuum von Erinnerung und Einbildung“. Die Erzählung führe „in das enge Universum eines leidenden Ichs und vermeidet Pathos durch die kunstvolle Kühle der Pathologie.“ Dies sei den kurzen Sätzen und der eigentümlichen Wortwahl ebenso zu verdanken wie dem kongenialen Übersetzer Peter Handke.

## Ausgaben
- Patrick Modiano: La Petite Bijou. Éditions Gallimard, Paris 2001, ISBN 2-07-076227-0.
- Patrick Modiano: Die Kleine Bijou. Aus dem Französischen von Peter Handke. Hanser, München 2003, ISBN 3-446-20272-2.
- Patrick Modiano: Die kleine Bijou. Aus dem Französischen von Peter Handke. btb, München 2005, ISBN 3-442-73255-7.
- Patrick Modiano: Die Kleine Bijou. Aus dem Französischen von Peter Handke. dtv, München 2013, ISBN 978-3-423-14243-4.